# Morecambe

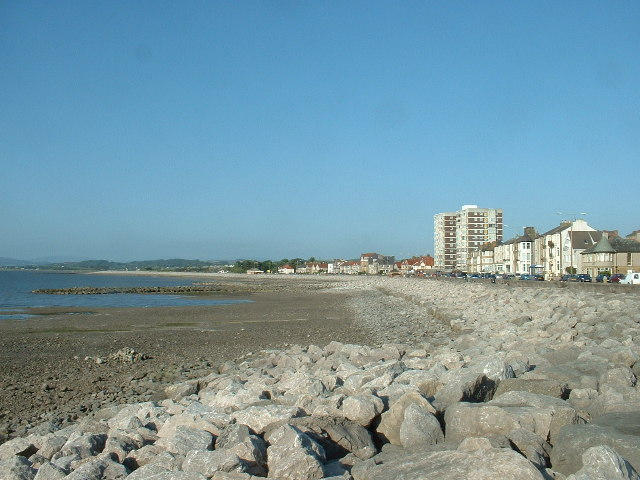
Vista de Morecambe

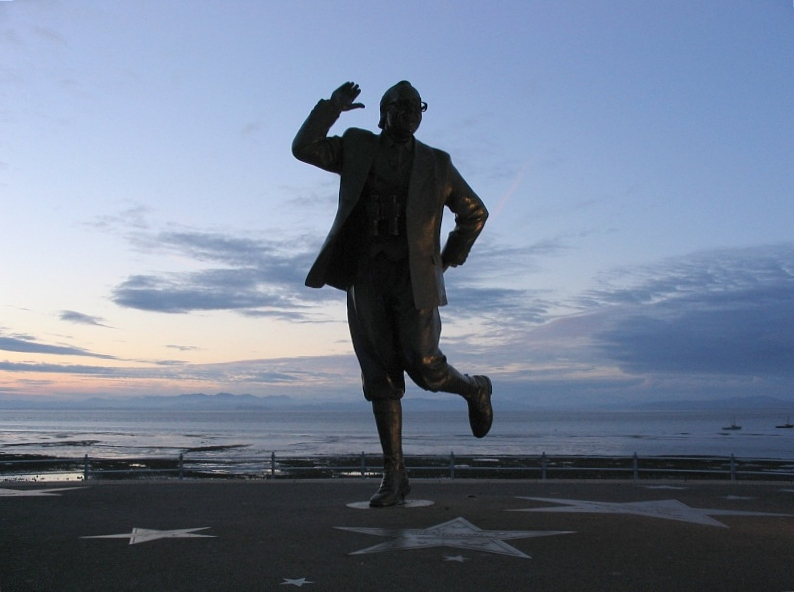
Estátua de Eric Morecambe

Morecambe é uma cidade praieira e paróquia civil da Cidade de Lancaster (City of Lancaster), no Condado de Lancashire, na Inglaterra.
Em 2003 tinha uma população de aproximadamente 45 mil pessoas. Morecambe e a vila vizinha Heysham têm juntas uma população de 51.400 habitantes.
Uma das atrações de Morecambe é a estátua em homenagem a um de seus mais famosos filhos, o comediante Eric Morecambe, criada pelo escultor Graham Ibbeson.